# Paardenbreedten

de ligging van de paardenbreedten (horse latitudes)

De paardenbreedten is het gebied van de subtropische hogedrukgebieden met weinig tot geen wind. De ligging en intensiteit verschuift met de seizoenen en volgt de zon met een vertraging van zes tot acht weken. Gemiddeld ligt deze echter tussen 25° en 45° breedte, grenzend op hogere breedte richting de polen met de westenwindzone en op lagere breedte richting de evenaar met de passaatgordels.